# ماوريسيو غارسيا فيغا
ماوريسيو غارسيا فيغا (بالإسبانية: Mauricio García Vega)‏ هو رسام مكسيكي، ولد في 21 ديسمبر 1944 في مدينة مكسيكو في المكسيك.

## وصلات خارجية
- الموقع الرسمي